# Liste de carillons de France
Vous pouvez aider à l'améliorer ou bien discuter des problèmes sur sa page de discussion.
- Il ne cite pas suffisamment ses sources. Vous pouvez indiquer les passages à sourcer avec {{référence nécessaire}} ou {{Référence souhaitée}}, et inclure les références utiles en les liant aux notes de bas de page. (Marqué depuis décembre 2018)
- Certaines informations devraient être mieux reliées aux sources mentionnées dans la bibliographie ou les liens externes. Améliorez sa vérifiabilité en les associant par des références. (Marqué depuis décembre 2018)

- Archive Wikiwix
- Bing
- Cairn
- DuckDuckGo
- E. Universalis
- Gallica
- Google
- G. Books
- G. News
- G. Scholar
- Persée
- Qwant
- (zh) Baidu
- (ru) Yandex
- (wd) trouver des œuvres sur Wikidata

Cet article liste les carillons situés sur le territoire français actuel. Il s'agit des instruments  actuels ou ayant existé dans le passé. La liste est arrangée par ordre alphabétique de départements et communes. Sont indiqués en outre les bâtiments, civils (beffrois communaux) ou religieux (églises, cathédrales), abritant les carillons. Les dates entre parenthèses correspondent à l'année de création d'un premier carillon sur le site, et, le cas échéant, l'année de disparition de l'instrument. 
- Haut – A
- B
- C
- D
- E
- F
- G
- H
- I
- J
- K
- L
- M
- N
- O
- P
- Q
- R
- S
- T
- U
- V
- W
- X
- Y
- Z

## A

### Ain
- Carillon du Mas Rillier à Miribel / Paccard
- Carillon de Meximieux / Paccard
- Carillon de la  Co-cathédrale Notre-Dame à Bourg-en-Bresse

### Aisne
- Carillon de la basilique Notre-Dame de Liesse à Liesse-Notre-Dame / Paccard
- Carillon du beffroi de l'hôtel de ville de Saint-Quentin (1762-?) / Paccard

### Alpes-de-Haute-Provence
- Carillon de la Citadelle de Forcalquier

### Ariège
- Carillon de la cathédrale Saint-Antonin de Pamiers (1863-1989-1995)
- Carillon de l'église Notre-Dame du Camp de Pamiers
- Carillon de l'ancienne Cathédrale Saint-Maurice de Mirepoix
- Carillon de l'église Saint Jean-Baptiste de Lézat-sur-Lèze (1956)
- Carillon de la chapelle Notre-Dame de Sabart de Tarascon (1870)
- Carillon de l'église de la nativité de la vierge de Massat
- Carillon de l'église Saint Barthélémy de Montferrier (1815-1849-1884-1994)
- Carillon de l'église du Saint Sacrement de Laroque d'Olmes (1387-1618-2001)

### Aude
- Carillon de la basilique Saint-Nazaire de Carcassonne
- Carillon de l'église Saint-Vincent de Carcassonne
- Carillon de la collégiale Saint-Michel de Castelnaudary
- Carillon de la cathédrale Saint-Just de Narbonne
- Carillon de l'église de l'Assomption de Notre-Dame de Molandier

### Aveyron
- Carillon de l'église Saint-Martin de Brusque
- Carillon du Sacré-Cœur de Millau
- Carillon de l'église Saint-Joseph L'artisan d'Onet-le-Chateau
- Carillon de la Collégiale Notre Dame de Villefranche-de-Rouergue

## C

### Calvados
- Carillon de la basilique Sainte-Thérèse de Lisieux
- Carillon de la chapelle Notre-Dame-de-Grâce d'Équemauville (près Honfleur)

### Côte-d'Or
- Carillon des Hospices de Beaune
- Carillon de la cathédrale Saint-Bénigne de Dijon
- Carillon de l'église Saint-Symphorien de Nuits-Saint-Georges
- Carillon de l'église de Selongey
- Carillon de l'église Saint-Martin de Seurre

### Côtes-d'Armor
- Carillon de la chapelle Notre-Dame-du-Guiaudet de Lanrivain

## Doubs
Carillon de l'église Saint-Maurice à Besançon.

## G

### Haute-Garonne
- Carillon de l'église de Portet-sur-Garonne (carillon de timbres)
- Carillon de la collégiale Saint-Pierre de Saint-Gaudens
- Carillon de la basilique Saint-Sernin de Toulouse
- Carillon de la cathédrale Saint-Étienne de Toulouse
- Carillon de l'église Saint-François-de-Paule aux Minimes de Toulouse
- Carillon de l'église Saint-Nicolas de Toulouse
- Carillon de l'église Saint-Pierre des Chartreux de Toulouse
- Carillon de l'église Saint-Exupère de Toulouse
- Carillon de l'église Notre-Dame-du-Taur de Toulouse
- Carillon de l'église Notre-Dame de la Dalbade de Toulouse
- Carillon de l'église Sainte-Madeleine (à Pouvourville) de Toulouse
- Carillon de l'église Saint-Joseph de Toulouse
- Carillon de l'église Saint-Jérôme de Toulouse
- Ancien carillon du capitole de Toulouse (1768-c.1793)
- Carillon de l'Église Saint-Aubin de Toulouse
- Carillon de l'église Saint-Michel-Ferrier (à Lardenne) de Toulouse
- Carillon de l'église Saint-Martin-du-Touch de Toulouse
- Carillon de l'église Saint-Maur de Lévignac-sur-Save
- Carillon de l'église Notre-Dame du Rosaire d'Aussonne
- Carillon de l'église Saint-Remi de Lagarde-Lauragais
- Carillon de l'église Saint-Etienne de Baziege
- Carillon de l'église Saint-Martin d'Aspet
- Carillon de la Collégiale Saint-Pierre et Saint-Gaudens de Saint-Gaudens
- Carillon de l'église Saint-Etienne de Mauzac
- Carillon de l'église Saint-Etienne de Castelginest
- Carillon de l'église Saint-Sulpice de Saint-Sulpice-sur-Lèze
- Carillon de l'église Saint-Sernin de Pointis-inard

### Gers
- Carillon du Musée d'Art campanaire de L'Isle-Jourdain
- Carillon de la Tour du Château de L'Isle-Jourdain

## H

### Hauts-de-Seine
- Carillon du Beffroi de Montrouge.

### Hérault
- Carillon du Musée vins et campanes de Magalas
- Carillon de l'église de l'enclos Saint-François à Montpellier (lycée Pierre Rouge)
- Carillon de l'église Saint Pierre de Sète

## J

### Jura
```
•Carillon de la Collégiale de 
Dole
, automatique, sonnant les quart-d'heures.
```

```
•Carillon du théâtre municipal de 
Lons le Saunier
, automatique, sonnant les quart-d'heures, sur le thème du "Chant de guerre pour les armées du Rhin".
```

## L

### Landes
- Carillon de la basilique Notre-Dame de Buglose (commune de Saint-Vincent-de-Paul) / Paccard

### Loir-et-Cher
- Carillon de la basilique Notre-Dame-de-la-Trinité de Blois

## M

### Maine-et-Loire
- Carillon de l'église du Sacré-Cœur de Cholet (1941-2011)
- Carillon ambulant BODET à Trémentines (2024)
- Carillon de l'église Notre-Dame la Nouvelle de Chemillé (1928)

### Marne
- Carillon de l'ancienne collégiale Notre-Dame-en-Vaux de Châlons-en-Champagne (1863) / E. et A. Bollée
- Carillon de l'église Saint-Nicaise de Reims (1936-?)

### Mayenne
- Carillon de la basilique Notre-Dame-d'Espérance de Pontmain (1896-1966) / Paccard

### Morbihan
- Carillon de l'église Saint-Gérans de Palais à Belle-Île

## N

### Nord
- Carillon de la collégiale Saint-Nicolas d'Avesnes-sur-Helpe / Paccard
- Carillon du beffroi de l'hôtel de ville de Bailleul
- Carillon du beffroi communal de Bergues / Paccard
- Carillon de l'église St Jean-Baptiste de Bourbourg / Paccard
- Carillon de l'hôtel de ville de Cambrai
- Carillon du beffroi communal de Cappelle-la-Grande / Paccard
- Carillon de l'hôtel de ville de Douai, installé en 1391 / Paccard
- Carillon ambulant de Douai / Petit et Fritsen
- Carillon de la Tour St-Eloi de Dunkerque (?-1940 et 1962-) / Paccard
- Carillon de l'église Saint-Éloi d'Hazebrouck / Paccard
- Carillon de l'église Saint-Vaast d'Hondschoote / Paccard
- Carillon de l'hôtel de ville du Quesnoy
- Carillon du beffroi de la Chambre de commerce et d'industrie de Lille Métropole
- Carillon de l'église Saint-Pierre-et-Saint-Paul de Maubeuge
- Carillon de l'église Notre-Dame-de-l'Assomption d'Orchies
- Carillon de l'église Saint-Martin de Roubaix / Paccard
- Carillon de la tour de l'ancienne abbaye de Saint-Amand-les-Eaux (1785-?) / Paccard
- Carillon de la collégiale Saint-Piat de Seclin
- Carillon de l'église Saint-Christophe de Tourcoing / Paccard
- Carillon du clocher de l'église St Michel à Valenciennes

## O

### Oise
- Carillon de la cathédrale Saint-Pierre de Beauvais[1]
- Carillon de l'hôtel de ville de Compiègne

### Orne
- Carillon de l'église Notre-Dame-de-l'Assomption de La Ferté-Macé / Bollée

## P

### Paris
- Carillon du Beffroi de la Mairie du 1er arrondissement, dit  Saint-Germain-l'Auxerrois / Paccard, Hildebrand
- Carillon de la cathédrale Notre-Dame de Paris
- Carillon de l'église Sainte-Odile / Paccard

### Pas-de-Calais
- Carillon du beffroi d'Arras
- Carillon du beffroi de Béthune
- Carillon du beffroi de l'hôtel de ville de Calais
- Carillon de l'église Notre-Dame d'Hesdin[2]
- Carillon de l'église Saint-Saulve de Montreuil-sur-Mer[3]
- Carillon du beffroi de l'hôtel de ville du Touquet-Paris-Plage[4]

### Pyrénées-Orientales
- Carillon de la cathédrale Saint-Jean-Baptiste de Perpignan / Bollée

## R

### La Réunion
- Carillon de l'église Notre-Dame-des-Neiges de Cilaos

### Rhône
- Carillon de l'hôtel de ville de Lyon
- Carillon de la chapelle de l'Antiquaille à Lyon
- Carillon de l'église Saint-Paul de Lyon
- Carillon de l'église Sainte-Croix de Lyon
- Carillon de la Basilique Notre Dame de Fourvière de Lyon
- Carillon de l'église Saint-Georges de Lyon
- Carillon de l'église Saint-Pierre de Vaise, Lyon / Paccard
- Carillon de la chapelle de l'hôtel-dieu, Lyon (4 cloches de volées + 3 fixes).
- Carillon de l'église Saint-Roch de Grézieu-la-Varenne
- Carillon de l'église de Saint-Genis Laval
- Carillon de l'église Saint-Didier de Courzieu
- Carillon de l'église d'Ecully
- Carillon de l'église d'Anse
- Carillon de l'église d'Amplepuis
- Carillon de l'église de Saint-Julien-sur-Bibost
- Carillon de l'église de Saint-Laurent-de-Chamousset
- Carillon de l'église de Valsonne
- Carillon de l'église Saint-Barthélemy de Grézieu-le-Marché
- Carillon du restaurant "Auberge du Pont" de Paul Bocuse à Collonges-au-Mont-d'Or
- Carillon du restaurant "l'Abbaye de Collonges" de Paul Bocuse à Collonges-au-Mont-d'Or
- Carillon de l'Horloge astronomique de la Cathédrale-Primatiale métropolitaine Saint-Jean-Baptiste et Saint-Étienne de Lyon.

## S

### Saône-et-Loire
- Carillon de l'église Saint-Henri du Creusot

### Haute-Saône
- Carillon de l'église de Champagney
- Carillon de la Basilique de Gray
- Carillon de l'église de Marnay

### Savoie
- Carillon de la Sainte-Chapelle du château des ducs de Savoie à Chambéry - Situé dans la tour Yolande / Paccard 1937 & 1993
- Carillon de Crest-Voland
- Carillon de Saint-Nicolas-la-Chapelle

### Haute-Savoie
- Carillon de la basilique de la Visitation à Annecy / Paccard
- Carillon de l'église de Châtel
- Carillon de l'église de Fillinges
- Carillon de l'Espace Louis Simon de Gaillard (Ars Sonora)
- Carillon du Musée de la Musique Mécanique des Gets
- Carillon de l'église  Saint-Jean-Baptiste de Megève
- Carillon de Morzine, Office du Tourisme (Ars Sonora)
- Carillon de la Collégiale de Sallanches
- Carillon de la Collégiale de Samoëns
- Carillon privé à Samoëns
- Carillon de la fonderie Paccard à Sévrier
- Carillon de l'église de Taninges / Paccard
- Carillon de l'église de Thyez

### Seine-Maritime
- Carillon de la Cathédrale Notre-Dame de Rouen / Paccard (Tour Saint-Romain, 1920, 1954, 1959, 2016)

### Somme
- Carillon du beffroi de l'hôtel de ville d'Abbeville
- Carillon du beffroi de l'hôtel de ville d'Albert
- Carillon du Beffroi d'Amiens
- Carillon de l'église Saint-Georges de Cerisy
- Carillon de l'église Saint-Vaast de Moreuil[5]

## T

### Tarn
- Carillon de l'église de Notre-Dame de la Drèche à Albi
- Carillon de la Collégiale Saint Salvy d'Albi
- Carillon de l'église de la Madeleine d'Albi
- Carillon de l'église Notre-Dame de la Platé de Castres
- Carillon de l'église Notre Dame du Bourg à Rabastens
- Carillon de l'église Saint Amans à Saint-Amans-Valtoret
- Carillon de l'église St-Nicolas de Gaulène (Saint-Julien-Gaulène)

### Tarn-et-Garonne
- Carillon de l'église Saint-Pierre de Moissac

## V

### Vaucluse
- Carillon de l'église de Saint-Saturnin-lès-Apt

### Vendée
- Carillon de l'église Saint-Hilaire de Mouilleron-Saint-Germain / Bollée
- Carillon du château de Tiffauges

### Vienne
- Carillon de l'église Saint-Jacques de Châtellerault